# Lista över Nya Zeelands öar
Detta är en lista över Nya Zeelands öar. Landet består av ett stort antal öar. De två största öarna, även befolkningsmässigt, är Nordön och Sydön. Den senare kallas ofta "fastlandet" av dess invånare och är något större, men har en mindre befolkning. Av de mindre öarna är Stewart Island/Rakiura störst, men Waiheke Island har den största befolkningen.
Här listas några av Nya Zeelands öar:

## Listade efter storlek
Följande tabell visar de största öarna i Nya Zeeland. The Cooköarna, Niue, Tokelau och öar i Ross Dependency är uteslutna. Deltaöar som Rakaia Island (25,7 km²), Rangitata Island och Inch Clutha (cirka 30 km² och 35 km²) är för närvarande också utelämnade, liksom tillfälliga öar i flätade flodkanaler och tidvattenöar som Rabbit Island, Nelson (17 km²). Landets största ö i en insjö, Pomona Island, har en yta på bara 2,6 km².
| Rank | Engelskt namn          | Māoriskt namn                                 | km2    | % av NZ:s area | Befolkning |
| ---- | ---------------------- | --------------------------------------------- | ------ | -------------- | ---------- |
| 1    | Sydön                  | Te Wai Pounamu                                | 151215 | 56,2%          | 1 038 300  |
| 2    | Nordön                 | Te Ika-a-Māui                                 | 113729 | 42,3%          | 3 328 700  |
| 3    | Stewart Island         | Rakiura                                       | 1746   | 0,6%           | 400        |
| 4    | Chatham Island         | Rekohu (Moriori); Wharekauri (Māori)          | 900    | 0,3%           | 600        |
| 5    | Auckland Island        | Motu Maha                                     | 510    | 0,2%           | 0          |
| 6    | Great Barrier Island   | Aotea                                         | 285    | 0,1%           | 850        |
| 7    | Resolution Island      | Taumoana                                      | 208    | 0,1%           | 0          |
| 8    | d'Urville Island       | Rangitoto Ki Te Tonga                         | 150    | <0,1%          | Ca 52      |
| 9    | Campbell Island        | Motu Ihupuku                                  | 115    | <0,1%          | 0          |
| 10   | Adams Island           | Whakatina[källa behövs]                       | 100    | <0,1%          | 0          |
| 11   | Waiheke Island         |                                               | 92     | <0,1%          | 7 700      |
| 12   | Secretary Island       | Rangitoa                                      | 81     | <0,1%          | 0          |
| 13   | Arapawa Island         |                                               | 75     | <0,1%          |            |
| 14   | Pitt Island            | Rangiaotea (Moriori) eller Rangiauria (Maori) | 62     | <0,1%          |            |
| 15   | Matakana Island        |                                               | 60     | <0,1%          | 225        |
| 16   | Raoul Island           | Rangitahua                                    | 29,4   | <0,1%          | 6          |
| 17   | Little Barrier Island  | Hauturu                                       | 28     |                | 0          |
| 18   | Rangitoto Island       |                                               | 23,1   |                | 0          |
| 19   | Antipodes Island       |                                               | 20     |                | 0          |
| 20   | Kapiti Island          |                                               | 19,7   |                | 0          |
| 21   | Kawau Island           |                                               | 19     |                | 81         |
| 22   | Long Island, Southland |                                               | 18,8   |                | 0          |
| 23   | Cooper Island          |                                               | 17,8   |                | 0          |
| 24   | Ponui Island           |                                               | 17,7   |                | 0          |
| 25   | Great Mercury Island   | Ahuahu                                        | 17,2   |                | 0          |
| 26   | Ruapuke Island         |                                               | 16     |                | 0          |
| 27   | Anchor Island          | Puke Nui                                      | 15,2   |                | 0          |
| 28   | Motutapu Island        |                                               | 15,1   |                | 0          |
| 29   | Codfish Island         | Whenua Hou                                    | 14     |                | 0          |
| 30   | Mayor Island           | Tuhua                                         | 13     |                | 0          |
| 31   | Coal Island            |                                               | 11,6   |                | 0          |
| 32   | Motiti Island          |                                               | 10     |                | 27         |
| 33   | Big South Cape Island  | Taukihepa                                     | 9,4    |                | 0          |

## I hamnar och på öppet hav
- Aiguilles Island
- Alderman Islands
- Allports Island
- Amerikiwhati Island
- Anatakupu Island
- Anchor Island
- Anchorage Island
- Aorangaia Island
- Araara Island
- Arakaninihi Island
- Arapawa Island
- Aroha Island
- Bare Island
- Bells Island
- Bench Island
- Bests Island
- Big South Cape Island
- Blumine Island
- Breaksea Island
- The Brothers
- Browns Island, Auckland
- Cavalli Islands
- Chalky Island
- Codfish Island/Whenuahou
- Cuvier Island
- D'Urville Island
- Dragon Island
- East Island/Whangaokeno
- Gannet Island
- Goat Island, Auckland
- Goat Island, Otago Harbour
- Goat Island/Te Mapoutahi
- Great Barrier Island/Aotea
- Green Island
- Hen and Chicken Islands
- Herald Island, Waitemata Harbour
- Kaikoura Island
- Kapiti Island
- Kawau Island
- King Billy Island
- Kopuahingahinga Island, Manukau Harbour
- Little Barrier Island (Hauturu)
- Long Island, Marlborough
- Long Island, Southland
- Makaro/Ward Island
- Mana Island
- Matakana Island
- Matiu/Somes Island
- Maud Island/Te Hoiere
- Mayor Island/Tuhua
- Mercury Islands
- Mokohinau Islands
- Mokopuna Island
- Motiti Island
- Motuihe Island
- Motukawao Islands
- Motunau Island
- Motuoroi Island
- Moturata/Taieri Island
- Motutapu Island
- Native Island
- Ngarango Otainui Island, Manukau Harbour
- Ninepin Rock, Manukau Harbour
- Noble Island
- Nordön
- Opahekeheke Island
- Open Bay Islands
- Pakatoa Island
- Pararekau Island, Manukau Harbour
- Pearl Island
- Pepin Island
- Piercy Island
- Ponui Island
- Poor Knights Islands
- Portland Island
- Pourewa Island
- Puketutu Island, Manukau Harbour
- Quail Island
- Quarantine Island/Kamau Taurua
- Rabbit Island
- Rakino Island
- Rangitoto Island
- Rangitoto Islands, Marlborough
- Raratoka Island
- Resolution Island
- Ripapa Island
- Rotoroa Island
- Rurima Rocks, including Rurima Island
- Ruapuke Island
- Quarantine Island/Kamau Taurua
- Secretary Island
- Shark Island, Manukau Harbour
- Slipper Island
- Sydön
- Solanderöarna
- Stephens Island/Takapourewa
- Stewart Island/Rakiura
- Sugar Loaf Islands
- Takangaroa
- Tapu Te Ranga Motu
- Tarahiki Island
- Tiritiri Matangi Island
- Titi/Muttonbird Islands
- Tonga Island
- Ulva Island
- Waiheke Island
- Walker Island
- Watchman Island, Waitemata Harbour
- Whakaari/White Island
- Whale Island
- Whanganui Island
- White Island, Otago
- Wiroa Island, Manukau Harbour

## I floder och insjöar
- Channel Islands (i Lake Manapouri)
- Dome Islands (i Lake Te Anau)
- Entrance Island (i Lake Te Anau)
- Harwich Island (i Lake Wanaka)
- Hidden Island (i Lake Wakatipu)
- Inch Clutha (i Clutha River-deltat)
- Mokoia Island (i Lake Rotorua)
- Motuariki Island (i Lake Tekapo)
- Motutaiko Island (i Lake Taupo)
- Moutoa Island (i Whanganui River)
- Pigeon Island (i Lake Wakatipu)
- Pig Island (i Lake Wakatipu)
- Pomona Island (i Lake Manapouri)
- Rakaia Island (i Rakaia River-deltat)
- Rangitata Island (i Rangitata River-deltat)
- Rona Island (i Lake Manapouri)
- Tree Island (i Lake Wakatipu)

## Avlägsna öar
Nya Zeeland administrerar även följande öar utanför de huvudsakliga skärgården. Endast Chathamöarna har en permanent befolkning, fastän även andra hade det tidigare. Andra tar emot besökare för vetenskapliga syften, konservering, meteorologiska observationer och turism.
- Chathamöarna
  - Chatham Island/Rekohu
  - Forty-Fours/Motuhara
  - Little Mangere Island
  - Mangere Island
  - Pitt Island/Rangiauria
  - The Sisters/Rangitatahi
  - South East Island/Rangatira
  - Star Keys/Motuhope
- Kermadec Islands
  - Cheeseman Island
  - Curtis Island
  - Macauley Island
  - Raoul Island
- Solander Islands
- Three Kings Islands

Topografisk karta över Antipodöarna.

Nya Zeelands subantarktiska öar anses var ett världsarv.
- Antipodöarna
- Auckland Islands
  - Adams Island
  - Auckland Island
  - Enderby Island
  - Rose Island
- Bounty Islands
- Campbell Island group
  - Campbell Island
  - Dent Island
  - Folly Island (eller Folly Islands)
  - Jacquemart Island
- The Snares

## Realm of New Zealand
Följande öar är en del av Realm of New Zealand, men ingår inte i Nya Zeeland i helhet:
- Cooköarna
  - Aitutaki
  - Atiu
  - Mangaia
  - Manihiki
  - Manuae
  - Mauke
  - Mitiaro
  - Nassau
  - Palmerston Island
  - Penrhyn Island/Tongareva
  - Pukapuka
  - Rakahanga
  - Rarotonga
  - Suwarrow
  - Takutea
- Niue
- Tokelau
  - Atafu
  - Nukunonu
  - Fakaofo

## Territoriella anspråk
Nya Zeeland lägger också anspråk på Ross Dependency i Antarktis, däribland:
- Balleny Islands
  - Buckle Island
  - Sabrina Island
  - Sturge Island
  - Young Island
- Scott Island
- Roosevelt Island
- Coulman Island
- Ross Archipelago
  - Ross Island
  - Beaufort Island
  - White Island
  - Black Island
  - Dellbridge Islands
    - Inaccessible Island
    - Tent Island
    - Big Razorback
    - Little Razorback